# Cerro de Pasco
Cerro de Pasco (gegründet als Villa de Pasco) ist eine Bergbaustadt in Zentral-Peru. Sie ist die Hauptstadt der Verwaltungsregion Pasco und der Provinz Pasco. Die Einwohnerzahl lag beim Zensus 2017 bei 25.600, während die Stadt zu Beginn des 20. Jahrhunderts noch als die zweitgrößte Stadt Perus galt.

## Geografie
Cerro de Pasco liegt auf einer Hochebene in den Anden und gilt als eine der höchstgelegenen Städte der Erde. Sie befindet sich eingeschlossen in einer Ebene in den zentralen Anden am Berg Ulianchin, nahe der Lagune Patarcocha in der geographischen Region der Tierra helada (frostiges Land), in der nur Ichu-Gras wächst und in der die mit den Lamas verwandten Vicuñas leben. Die Nachttemperaturen liegen ganzjährig um den Gefrierpunkt.

## Geschichte
Gegründet wurde die Stadt 1578 als Bergbau-Siedlung. Im 17. Jahrhundert wurde in Cerro de Pasco Silbervorkommen entdeckt. Während der Jahre 1639 bis 1740 erlangte Cerro de Pasco Berühmtheit durch seinen Mineralienreichtum und konnte sich hinsichtlich der Ausbeute mit der bisherigen Silberhauptstadt Potosí messen lassen. Der spanische Bergmann José Maíz y Arias ließ einen enormen Tunnel in Yanacancha bauen und fand große Mengen an Silbervorkommen. In der Regentschaft von Vizekönig Luis Fernández y Cabrera 1639, sandte er fünf Millionen Dukaten von Cerro de Pasco nach Spanien. Die Einwohnerzahl stieg stark an und das Interesse der spanischen Krone spiegelte sich in der Vergabe von Titeln wider.
Am 7. Dezember 1820 proklamierte General Francisco Álvarez de Arenales die Unabhängigkeit von Pasco und ernannte Ramón de Arias zum Bürgermeister.
Zu Beginn des 20. Jahrhunderts galt Cerro de Pasco als die zweitgrößte Stadt Perus. In den 1920er Jahren stammten 80 % der gesamten peruanischen Förderung von Edelmetallen und Erzen aus den Bergwerken in und um Cerro de Pasco. Größter Bergwerksbetreiber in der ersten Hälfte des 20. Jahrhunderts war die Cerro de Pasco Corporation, welche 1901 die Abbaulizenz erstanden hatte. Während des „Oncenio“ (span.: „Elfjahreszeitraum“), d. h. während der zweiten, elfjährigen Präsidentschaft von Augusto Leguía y Salcedo von 1919 bis 1930, war die Cerro de Pasco Corporation das bedeutendste ausländische Unternehmen in ganz Peru.
Das historische Zentrum der Stadt wurde Mitte des 20sten Jahrhunderts beim Übergang der Cerro Corporation zum Tagebau geschleift, da die reichsten Erzvorkommen ausgerechnet unter der Stadt lagen. Von nun an wucherte rund um die Tagebau-Mine eine neue geschichtslose Stadt ohne Verwaltungszentrum und ohne sauberes Trinkwasser.
1974 wurde die Mine von der Militärregierung enteignet und in den Staatsbetrieb Centromin-Peru überführt. Auch nach Ende der Militärregierung 1980 blieb die Mine in staatlicher Hand, während dieser Zeit wuchsen unter Verwendung veralteter Techniken die Abraumhalden Excelsior und Cuiulacocha mit schlecht ausgebeuteter und giftiger Schlacke. Im Jahr 1999 kaufte das Familienunternehmen Letts unter dem neuen Namen Volcan die Mine unter der Bedingung, dass für die Passiva, also Abraumhalden und künftige Forderungen wegen Gesundheits- oder Umweltschäden, der Staat die Verantwortung übernähme.
Ab 2007 beriet und verabschiedete das Parlament ein Gesetz, um die Stadt zu evakuieren und in sicherer Entfernung neu aufzubauen. Die Weltwirtschaftskrise ab 2007 beendete diesen seither versandeten Plan. Gleichzeitig war dieser Plan jedoch auch der Grund für die im Folgenden fehlenden staatlichen Investitionen in die Infrastruktur zugunsten der Bevölkerung.
Nach 2017 wurde in der Tagbaumine von Cerro de Pasco nur noch sehr wenig geschürft oder war das Schürfen seit 2015 eingestellt. Der ab 2017 neue Mehrheitsaktionär Glencore beauftragte vielmehr die kanadische und auf Recycling von Minenabfällen spezialisierte Firma Cerro de Pasco Resources mit der damals Gewinn versprechenden Verarbeitung der Abraumhalden mit 150 Millionen Tonnen toxischer Altlasten in geschlossenen Kreisläufen. Die Firma übernahm dazu die Abraumhalden vom Staat, 2019 wurden die Vorverträge unterzeichnet. Aufgrund des weltweiten Wirtschaftseinbruchs durch die Corona-Pandemie verzögerten sich die Arbeiten.

## Bevölkerung
Die Stadt Cerro de Pasco ist auf drei Distrikte aufgeteilt. Deren urbaner Bevölkerungsanteil bildet die Bevölkerung von Cerro de Pasco. Es handelt sich um Chaupimarca (25.627 Einwohner), Yanacancha (29.192 Einwohner) und Simón Bolívar (12.663 Einwohner). Somit zählt die Stadt rund 67.000 Einwohner (Volkszählung 2017).

## Bergbau
Cerro de Pasco gilt als Zentrum des Bergbaus in den Zentralanden Perus. Im Zentrum Cerro de Pascos befindet sich der Tagebau Raul Rojas und im Westen der Stadt das Untertagebergwerk Paragsha. Seit den 1960er Jahren wird dort hauptsächlich Blei und Zink abgebaut, vorher auch Kupfer. Betreiber der Bergwerke in Cerro de Pasco ist das kanadische Bergbauunternehmen Cerro de Pasco Resources (bis 2019 gehörten die Betriebsstätten dem peruanischen Bergbauunternehmen Volcan Compañía Minera). 2018 förderte Volcan in Cerro de Pasco 11.000 t Zink, 4.000 t Blei sowie – als Nebenprodukt – 12 t Silber (Angaben jeweils als toneladas métricas finas = Tonnen verwertbare Förderung).
Ein Großteil der Bevölkerung war früher im Bergbau (Silber, Blei, Gold, Kupfer und Zink) beschäftigt. Die sozialen Konflikte im Bergbau im Cerro de Pasco des beginnenden 20. Jahrhunderts thematisiert das Theaterstück El Cóndor pasa.
Ab Mitte der 1990er-Jahre waren bei Kindern unzulässige Belastungen mit Schwermetallen im Blut nachgewiesen worden, viele Kinder waren nach einem Bericht der Neuen Zürcher Zeitung (NZZ) im Jahr 2020 anämisch.

## Verkehr
Von der Hauptstadt Lima ist die Stadt etwa sieben Autostunden entfernt. Der Weg führt über La Oroya und entlang am Naturschutzreservat des Sees Lago Junín. Am Ausbau der Verbindung von Lima über Canta nach Huayllay und Cerro de Pasco wird gearbeitet (Ausbau fortgeschritten bis Yantac). Sie würde die Carretera Central entlasten.
Cerro de Pasco ist Endpunkt der Bahnstrecke La Oroya–Cerro de Pasco, die in La Oroya an die Bahnstrecke Lima–La Oroya anschließt. Personenverkehr findet hier nicht mehr statt, sie dient heute ausschließlich dem Abtransport der Erze zur Verhüttung nach La Oroya und weiter an die Küste nach Lima.

## Klima
Das Klima in Cerro de Pasco ist hauptsächlich durch die Höhe bestimmt. Das Jahr ist in zwei Jahreszeiten einzuteilen, eine regnerische Periode von September bis Mai und eine trockene Periode von Juni bis August. Die Jahresdurchschnittstemperatur beträgt 4,2 °C.